# L'Événement (émission politique)
Pour les articles homonymes, voir L'Événement.
L'Événement est une émission de télévision politique française, diffusée sur France 2 depuis le 12 octobre 2022. Elle est présentée par Caroline Roux et fait suite à France 2022, une déclinaison d'Élysée 2022.

## Historique
À la rentrée 2022, France Télévisions lance une nouvelle émission politique en première partie de soirée, sans Léa Salamé qui était présente dans l’émission politique du jeudi soir depuis 2016. Les clefs des jeudis soirs politiques sont confiées à Caroline Roux, présentatrice de C dans l’air et anciennement intervieweuse des Quatre Vérités.
Dans une interview, Laurent Guimier, directeur de l’information, annonce que dans l’émission plusieurs journalistes interviendront, à la manière d’Élysée 2022 et que les téléspectateurs seraient amenés à intervenir par visioconférence. Cependant, l’émission connaît plusieurs changements de formule, en fonction de l’actualité et des invités.
Pour ses deux premiers numéros, l’émission accueille le président de la République, pour deux entretiens d’une heure chacun. Le premier numéro est consacré aux questions internationales, et le deuxième à la politique intérieure. Ces deux entretiens sont suivis de L’Événement, la suite, il s’agit d’un débrief de l’interview par des éditorialistes et des journalistes politiques. Le premier débrief est présenté par Carole Gaessler, le second par Jean-Baptiste Marteau,.
Le troisième numéro voit l’émission quitter son plateau francilien pour s’installer en Guyane. Après la quatrième émission, L’Événement, le débat est organisé avec des invités politiques, le débrief est présenté par Caroline Roux et Nathalie Saint-Cricq.
La cinquième émission, consacrée à la guerre russo-ukrainienne, est programmée à 22h10, et consiste en un débat avec plusieurs invités, experts en géopolitique.
La sixième émission commence par un reportage des équipes d’Envoyé Spécial suivi d’un débat consacré à la réforme des retraites et à la mobilisation populaire. L’Événement, la suite est présentée par Caroline Roux, seule.
Lors de la saison 2023/2024, l’émission est scindée en deux formats. L’Événement programmée en prime-time, consacrée, à chaque numéro, à une thématique politico-sociétale, alternant reportages et débats en plateau et L’Événement, l’interview qui consiste en une grande interview politique d’une quarantaine de minutes, en sortie du 20h. Caroline Roux reste aux manettes de l’émission.
Pour sa deuxième saison, la première émission en prime-time est organisée le 9 novembre et est consacrée aux débats sur la Loi asile et immigration. Durant l’émission, Mohamed Bouhafsi accompagne Caroline Roux en interrogeant les témoins présent dans le public de l’émission, Cyril Graziani est aussi présent pour interroger Gérald Darmanin. La presse rapporte que l’organisation de ce débat a été un véritable casse-tête pour la programmation des invités, certains refusant d’intervenir si leurs conditions ne sont pas acceptés,.
Après la diffusion, ce débat est critiqué par Télérama et Arrêt sur images qui dénoncent une partialité dans le choix des thématiques abordées et un manque de pluralisme avec une fortes présences d’élus de droite et d'ultradroite,.
Le 16 janvier 2024, l’émission est programmée à 22h35 après la conférence de presse du président Emmanuel Macron. Elle consiste en l’analyse des déclarations du président par des journalistes en plateaux et des invités politiques en duplex.
La troisième émission, en prime, programmée à la dernière minute, est consacrée aux solutions pour sortir des différentes crises qu’a connu la France en compagnie de plusieurs acteurs de terrain. Comme pour la première émission de la saison 2, Mohamed Bouhafsi et Cyril Graziani accompagnent Caroline Roux.
À partir du 18 mars et à l’approche des élections européennes, L’Événement, l’interview reçoit plusieurs têtes de listes dans des interviews d’une dizaines de minutes. Ces entretiens sont également retransmis par le réseau TV5 Monde.
Lors de la cinquième émission en prime, après le débat opposant Gabriel Attal et Jordan Bardella, Caroline Roux interroge plusieurs têtes de listes en compagnie du sondeur Brice Teinturier et des journalistes François Beaudonnet, Guillaume Daret, Marion Van Renterghem et Stéphane Vernay

## Liste des émissions

### Saison 1
Ce tableau ne prend pas en compte les invités et les audiences de L'Événement, le débat et L'Événement, la suite.
| No | Date de diffusion | Titre                                            | Invités politiques | Invités politiques | Invités politiques         | Invités politiques                                                                  | Audiences       | Audiences | Réf.   |
| No | Date de diffusion | Titre                                            | Parti              | Parti              | Nom                        | Fonction ou mandat                                                                  | Téléspectateurs | PDM       | Réf.   |
| -- | ----------------- | ------------------------------------------------ | ------------------ | ------------------ | -------------------------- | ----------------------------------------------------------------------------------- | --------------- | --------- | ------ |
| 1  | 12 octobre 2022   | Le monde en crise(s)                             |                    | État               | Emmanuel Macron            | Président de la République                                                          | 5,40 millions   | 23,6 %    | [ 19 ] |
| 2  | 26 octobre 2022   | Les urgences françaises                          |                    | État               | Emmanuel Macron            | Président de la République                                                          | 4,07 millions   | 18,1 %    | [ 20 ] |
| 3  | 12 janvier 2023   | Un monde en transition                           |                    | LFI                | Jean-Luc Mélenchon         | Chef de file de La France insoumise                                                 | 1,03 million    | 5,3 %     | [ 21 ] |
| 4  | 2 février 2023    | L'impossible réforme ?                           |                    | État               | Élisabeth Borne            | Première ministre                                                                   | 2,75 millions   | 12,7%     | [ 22 ] |
| 5  | 16 février 2023   | Ukraine : une guerre sans fin ?                  | -                  | -                  | Dominique de Villepin      | Ancien Premier Ministre                                                             | 1,39 million    | 8,2 %     | [ 23 ] |
| 5  | 16 février 2023   | Ukraine : une guerre sans fin ?                  | -                  | -                  | Anna Colin Lebedev         | Maîtresse de conférence à l'université Paris-Nanterre                               | 1,39 million    | 8,2 %     | [ 23 ] |
| 5  | 16 février 2023   | Ukraine : une guerre sans fin ?                  | -                  | -                  | Bruno Tertrais             | Directeur de la Fondation pour la recherche stratégique (en)                        | 1,39 million    | 8,2 %     | [ 23 ] |
| 5  | 16 février 2023   | Ukraine : une guerre sans fin ?                  | -                  | -                  | Alexandra de Hoop Scheffer | Senior vice-présidente au German Marshall Fund of the United States                 | 1,39 million    | 8,2 %     | [ 23 ] |
| 6  | 23 mars 2023      | Crise politique, crise sociale : et maintenant ? |                    | RN                 | Jordan Bardella            | Eurodéputé, président du Rassemblement national                                     | 1,20 million    | 8,3 %     | [ 24 ] |
| 6  | 23 mars 2023      | Crise politique, crise sociale : et maintenant ? |                    | État               | Clément Beaune             | Ministre délégué chargé des transports                                              | 1,20 million    | 8,3 %     | [ 24 ] |
| 6  | 23 mars 2023      | Crise politique, crise sociale : et maintenant ? |                    | RE                 | Aurore Bergé               | Députée des Yvelines, présidente du groupe Renaissance à l'Assemblée nationale      | 1,20 million    | 8,3 %     | [ 24 ] |
| 6  | 23 mars 2023      | Crise politique, crise sociale : et maintenant ? |                    | LR                 | Olivier Marleix            | Député d'Eure-et-Loir, président du groupe Les Républicains à l'Assemblée nationale | 1,20 million    | 8,3 %     | [ 24 ] |
| 6  | 23 mars 2023      | Crise politique, crise sociale : et maintenant ? |                    | EÉLV               | Sandrine Rousseau          | Députée de Paris                                                                    | 1,20 million    | 8,3 %     | [ 24 ] |
| 6  | 23 mars 2023      | Crise politique, crise sociale : et maintenant ? |                    | LFI                | François Ruffin            | Député de la Somme                                                                  | 1,20 million    | 8,3 %     | [ 24 ] |
| 6  | 23 mars 2023      | Crise politique, crise sociale : et maintenant ? |                    | CGT                | Céline Verzeletti          | Secrétaire confédérale de la CGT                                                    | 1,20 million    | 8,3 %     | [ 24 ] |

### Saison 2

#### L'Événement, l'interview
| No | Date de diffusion | Invités politiques | Invités politiques | Invités politiques      | Invités politiques                                                                   | Audiences       | Audiences | Réf.   |
| No | Date de diffusion | Parti              | Parti              | Nom                     | Fonction ou mandat                                                                   | Téléspectateurs | PDM       | Réf.   |
| -- | ----------------- | ------------------ | ------------------ | ----------------------- | ------------------------------------------------------------------------------------ | --------------- | --------- | ------ |
| 1  | 28 septembre 2023 |                    | État               | Bruno Le Maire          | Ministre de l'Économie, des Finances et de la Souveraineté industrielle et numérique | 2,55 millions   | 12,7 %    | [ 25 ] |
| 2  | 10 octobre 2023   | -                  | -                  | Volodymyr Zelensky      | Président de l'Ukraine                                                               | 3,22 millions   | 15,1 %    | [ 26 ] |
| 3  | 19 octobre 2023   |                    | État               | Gabriel Attal           | Ministre de l'Éducation nationale et de la Jeunesse                                  | 3,21 millions   | 15,2 %    | [ 27 ] |
| 4  | 11 janvier 2024   | -                  | -                  | Christine Lagarde       | Présidente de la Banque centrale européenne                                          | 2,59 millions   | 12,3 %    | [ 28 ] |
| 5  | 18 mars 2024      |                    | REC                | Marion Maréchal         | Tête de liste REC aux Européennes 2024                                               | 2,93 millions   | 13,9 %    | [ 29 ] |
| 6  | 19 mars 2024      |                    | PCF                | Léon Deffontaines       | Tête de liste PCF aux Européennes 2024                                               | 2,97 millions   | 14,4 %    | [ 30 ] |
| 7  | 28 mars 2024      |                    | LR                 | François-Xavier Bellamy | Tête de liste LR aux Européennes 2024                                                | 2,73 millions   | 13,4 %    | [ 31 ] |
| 8  | 2 avril 2024      |                    | PP                 | Raphaël Glucksmann      | Tête de liste Place publique aux Européennes 2024                                    | 3,2 millions    | 15,7 %    | [ 32 ] |
| 9  | 4 avril 2024      |                    | RN                 | Jordan Bardella         | Tête de liste RN aux Européennes 2024                                                | 2,91 millions   | 14,8 %    | [ 33 ] |
| 10 | 8 avril 2024      |                    | ÉCO                | Marie Toussaint         | Tête de liste Les Écologistes aux Européennes 2024                                   | 2,86 millions   | 14 %      | [ 34 ] |
| 11 | 9 avril 2024      |                    | LFI                | Manon Aubry             | Tête de liste LFI aux Européennes 2024                                               | 3,13 millions   | 15,4 %    | [ 35 ] |
| 12 | 11 avril 2024     |                    | RE                 | Valérie Hayer           | Tête de liste Renaissance aux Européennes 2024                                       | 2,77 millions   | 14,4 %    | [ 36 ] |
| 13 | 28 mai 2024       |                    | PP                 | Raphaël Glucksmann      | Tête de liste PS-Place publique aux Européennes 2024                                 | 2,46 millions   | 12,5 %    | [ 37 ] |

#### L’Événement, Le Prime
| No | Date de diffusion | Titre                                                                 | Invités | Invités | Invités                           | Invités                                                                   | Audiences       | Audiences | Réf.   |
| No | Date de diffusion | Titre                                                                 | Parti   | Parti   | Nom                               | Fonction ou mandat                                                        | Téléspectateurs | PDM       | Réf.   |
| -- | ----------------- | --------------------------------------------------------------------- | ------- | ------- | --------------------------------- | ------------------------------------------------------------------------- | --------------- | --------- | ------ |
| 1  | 9 novembre 2023   | Immigration : le grand débat                                          |         | État    | Gérald Darmanin (en duplex)       | Ministre de l'Intérieur et des Outre-mer                                  | 1,55 million    | 7,3 %     | [ 38 ] |
| 1  | 9 novembre 2023   | Immigration : le grand débat                                          |         | LFI     | François Ruffin                   | Député de la Somme                                                        | 1,55 million    | 7,3 %     | [ 38 ] |
| 1  | 9 novembre 2023   | Immigration : le grand débat                                          |         | État    | Sabrina Agresti-Roubache          | Secrétaire d'État chargée de la Citoyenneté et de la Ville                | 1,55 million    | 7,3 %     | [ 38 ] |
| 1  | 9 novembre 2023   | Immigration : le grand débat                                          |         | LR      | Aurélien Pradié                   | Député du Lot                                                             | 1,55 million    | 7,3 %     | [ 38 ] |
| 1  | 9 novembre 2023   | Immigration : le grand débat                                          |         | REC     | Marion Maréchal                   | Vice-présidente de Reconquête                                             | 1,55 million    | 7,3 %     | [ 38 ] |
| 1  | 9 novembre 2023   | Immigration : le grand débat                                          |         | RN      | Jordan Bardella (en duplex)       | Eurodéputé français                                                       | 1,55 million    | 7,3 %     | [ 38 ] |
| 1  | 9 novembre 2023   | Immigration : le grand débat                                          |         | DVD     | Arnaud Murgia                     | Maire de Briançon                                                         | 953 000         | 5,4 %     | [ 38 ] |
| 1  | 9 novembre 2023   | Immigration : le grand débat                                          |         | EÉLV    | Yannick Jadot (en duplex)         | Sénateur de Paris                                                         | 953 000         | 5,4 %     | [ 38 ] |
| 1  | 9 novembre 2023   | Immigration : le grand débat                                          |         | RN      | Laure Lavalette                   | Députée du Var                                                            | 953 000         | 5,4 %     | [ 38 ] |
| 1  | 9 novembre 2023   | Immigration : le grand débat                                          |         | PS      | Nicolas Mayer-Rossignol           | Maire de Rouen                                                            | 953 000         | 5,4 %     | [ 38 ] |
| 1  | 9 novembre 2023   | Immigration : le grand débat                                          |         | PCF     | Ian Brossat                       | Sénateur de Paris                                                         | 953 000         | 5,4 %     | [ 38 ] |
| 2  | 16 janvier 2023   | Emmanuel Macron fixe le cap ?                                         | -       | -       | Nathalie Saint-Cricq              | Éditorialiste politique à France Télévisions                              | 1,01 million    | 9,6 %     | [ 39 ] |
| 2  | 16 janvier 2023   | Emmanuel Macron fixe le cap ?                                         | -       | -       | Patrick Cohen                     | Éditorialiste dans C à vous                                               | 1,01 million    | 9,6 %     | [ 39 ] |
| 2  | 16 janvier 2023   | Emmanuel Macron fixe le cap ?                                         | -       | -       | Dominique Seux                    | Directeur délégué de la rédaction des Échos, Éditorialiste à France Inter | 1,01 million    | 9,6 %     | [ 39 ] |
| 2  | 16 janvier 2023   | Emmanuel Macron fixe le cap ?                                         | -       | -       | Jérôme Fourquet                   | Directeur du département "Opinion et stratégies d'entreprises" à l'IFOP   | 1,01 million    | 9,6 %     | [ 39 ] |
| 2  | 16 janvier 2023   | Emmanuel Macron fixe le cap ?                                         | -       | -       | Étienne Leenhardt                 | Chef du service Étranger de France Télévisions                            | 1,01 million    | 9,6 %     | [ 39 ] |
| 2  | 16 janvier 2023   | Emmanuel Macron fixe le cap ?                                         | -       | -       | Audrey Goutard                    | Grand reporter, spécialistes des faits de société à France Télévisions    | 1,01 million    | 9,6 %     | [ 39 ] |
| 2  | 16 janvier 2023   | Emmanuel Macron fixe le cap ?                                         |         | RN      | Jordan Bardella (en duplex)       | Eurodéputé français                                                       | 1,01 million    | 9,6 %     | [ 39 ] |
| 2  | 16 janvier 2023   | Emmanuel Macron fixe le cap ?                                         |         | DVD     | Marie-Hélène Thoraval (en duplex) | Maire de Romans-sur-Isère                                                 | 1,01 million    | 9,6 %     | [ 39 ] |
| 2  | 16 janvier 2023   | Emmanuel Macron fixe le cap ?                                         |         | LR      | David Lisnard (en duplex)         | Maire de Cannes                                                           | 1,01 million    | 9,6 %     | [ 39 ] |
| 2  | 16 janvier 2023   | Emmanuel Macron fixe le cap ?                                         |         | PP      | Raphaël Glucksmann (en duplex)    | Eurodéputé français                                                       | 1,01 million    | 9,6 %     | [ 39 ] |
| 2  | 16 janvier 2023   | Emmanuel Macron fixe le cap ?                                         |         | LFI     | Mathilde Panot (en duplex)        | Député du Val-de-Marne                                                    | 1,01 million    | 9,6 %     | [ 39 ] |
| 3  | 8 février 2024    | Comment réparer la France ?                                           |         | État    | Gabriel Attal                     | Premier ministre                                                          | 2,36 millions   | 11,8 %    | [ 40 ] |
| 3  | 8 février 2024    | Comment réparer la France ?                                           | -       | -       | Alain Bauer                       | Professeur de criminologie au CNAM                                        | 1,25 million    | 7,7 %     | [ 40 ] |
| 3  | 8 février 2024    | Comment réparer la France ?                                           |         | État    | Éric Dupond-Moretti               | Ministre de la Justice                                                    | 1,25 million    | 7,7 %     | [ 40 ] |
| 3  | 8 février 2024    | Comment réparer la France ?                                           |         | LR      | Nicolas Daragon                   | Maire de Valence                                                          | 1,25 million    | 7,7 %     | [ 40 ] |
| 3  | 8 février 2024    | Comment réparer la France ?                                           |         | PS      | Johanna Rolland                   | Maire de Nantes                                                           | 1,25 million    | 7,7 %     | [ 40 ] |
| 3  | 8 février 2024    | Comment réparer la France ?                                           |         | RN      | Louis Aliot                       | Maire de Perpignan                                                        | 1,25 million    | 7,7 %     | [ 40 ] |
| 3  | 8 février 2024    | Comment réparer la France ?                                           | -       | -       | Laëtitia Linon                    | Membre du Collectif des familles de victimes d’assassinats                | 1,25 million    | 7,7 %     | [ 40 ] |
| 3  | 8 février 2024    | Comment réparer la France ?                                           | -       | -       | Jérôme Fourquet                   | Directeur du département "Opinion et stratégies d'entreprises" à l'IFOP   | 1,25 million    | 7,7 %     | [ 40 ] |
| 3  | 8 février 2024    | Comment réparer la France ?                                           |         | SE      | Arnaud Diaz                       | Maire de L'Hospitalet-près-l'Andorre                                      | 1,25 million    | 7,7 %     | [ 40 ] |
| 3  | 8 février 2024    | Comment réparer la France ?                                           |         | SE      | Yvette Vigié                      | Maire de Nabirat                                                          | 1,25 million    | 7,7 %     | [ 40 ] |
| 3  | 8 février 2024    | Comment réparer la France ?                                           |         | État    | Christophe Béchu                  | Ministre de la Transition écologique et de la Cohésion des territoires    | 1,25 million    | 7,7 %     | [ 40 ] |
| 3  | 8 février 2024    | Comment réparer la France ?                                           |         | ÉCO     | Jeanne Barseghian                 | Maire de Strasbourg                                                       | 1,25 million    | 7,7 %     | [ 40 ] |
| 3  | 8 février 2024    | Comment réparer la France ?                                           |         | LR      | Emmanuel Ferrand                  | Maire de Saint-Pourçain-sur-Sioule                                        | 1,25 million    | 7,7 %     | [ 40 ] |
| 3  | 8 février 2024    | Comment réparer la France ?                                           |         | SE      | Fabien Verdier                    | Maire de Châteaudun                                                       | 1,25 million    | 7,7 %     | [ 40 ] |
| 3  | 8 février 2024    | Comment réparer la France ?                                           | -       | -       | Romain Thévenoud                  | Médecin généraliste                                                       | 1,25 million    | 7,7 %     | [ 40 ] |
| 4  | 16 mai 2024       | Pouvoir d’achat, agriculture, emploi : l’Europe nous protège-t-elle ? |         | RN      | Marine Le Pen                     | Présidente du Groupe RN à l'Assemblée nationale                           | 2,07 millions   | 10,6 %    | [ 41 ] |
| 4  | 16 mai 2024       | Agriculture, pouvoir d’achat : merci l’Europe ?                       |         | État    | Christophe Béchu                  | Ministre de la Transition écologique et de la Cohésion des territoires    | 836 000         | 4,7 %     | [ 41 ] |
| 4  | 16 mai 2024       | Agriculture, pouvoir d’achat : merci l’Europe ?                       |         | RN      | Jean-Philippe Tanguy              | Député de la Somme                                                        | 836 000         | 4,7 %     | [ 41 ] |
| 4  | 16 mai 2024       | Agriculture, pouvoir d’achat : merci l’Europe ?                       | -       | -       | Christiane Lambert                | Présidente de la COPA                                                     | 836 000         | 4,7 %     | [ 41 ] |
| 4  | 16 mai 2024       | Agriculture, pouvoir d’achat : merci l’Europe ?                       |         | ÉCO     | Yannick Jadot                     | Sénateur de Paris                                                         | 836 000         | 4,7 %     | [ 41 ] |
| 4  | 16 mai 2024       | Agriculture, pouvoir d’achat : merci l’Europe ?                       | -       | -       | Karine Jacquemart                 | Directrice Générale de Foodwatch France                                   | 836 000         | 4,7 %     | [ 41 ] |
| 4  | 16 mai 2024       | Agriculture, pouvoir d’achat : merci l’Europe ?                       | -       | -       | Dominique Seux                    | Directeur délégué de la rédaction des Échos, Éditorialiste à France Inter | 836 000         | 4,7 %     | [ 41 ] |
| 4  | 16 mai 2024       | Voiture électrique : l'Europe va dans le mur ?                        | -       | -       | Carlos Tavares                    | Directeur général de Stellantis                                           | 836 000         | 4,7 %     | [ 41 ] |
| 4  | 16 mai 2024       | L’Europe en danger de mort ?                                          | -       | -       | Dominique Seux                    | Directeur délégué de la rédaction des Échos, Éditorialiste à France Inter | 836 000         | 4,7 %     | [ 41 ] |
| 4  | 16 mai 2024       | L’Europe en danger de mort ?                                          |         | PS      | Boris Vallaud                     | Présidente du Groupe SOC à l'Assemblée nationale, Député des Landes       | 836 000         | 4,7 %     | [ 41 ] |
| 4  | 16 mai 2024       | L’Europe en danger de mort ?                                          |         | LFI     | Clémence Guetté                   | Députée du Val-de-Marne                                                   | 836 000         | 4,7 %     | [ 41 ] |
| 4  | 16 mai 2024       | L’Europe en danger de mort ?                                          |         | LR      | Aurélien Pradié                   | Député du Lot                                                             | 836 000         | 4,7 %     | [ 41 ] |
| 4  | 16 mai 2024       | L’Europe en danger de mort ?                                          | -       | -       | Birgit Holzer                     | Correspondante en France de la presse régionale allemande                 | 836 000         | 4,7 %     | [ 41 ] |
| 4  | 16 mai 2024       | L’Europe en danger de mort ?                                          | -       | -       | Carlos Tavares                    | Directeur général de Stellantis                                           | 836 000         | 4,7 %     | [ 41 ] |
| 5  | 23 mai 2024       | Le Grand débat                                                        |         | RN      | Jordan Bardella                   | Tête de liste RN aux Européennes 2024                                     | 3,61 millions   | 18 %      | [ 42 ] |
| 5  | 23 mai 2024       | Le Grand débat                                                        |         | RE      | Gabriel Attal                     | Premier ministre                                                          | 3,61 millions   | 18 %      | [ 42 ] |
| 5  | 23 mai 2024       | Plus ou moins d’Europe ?                                              |         | LFI     | Manon Aubry                       | Tête de liste LFI aux Européennes 2024                                    | 1,16 million    | 7,3 %     | [ 42 ] |
| 5  | 23 mai 2024       | Plus ou moins d’Europe ?                                              |         | LR      | François-Xavier Bellamy           | Tête de liste LR aux Européennes 2024                                     | 1,16 million    | 7,3 %     | [ 42 ] |
| 5  | 23 mai 2024       | Plus ou moins d’Europe ?                                              |         | ÉCO     | Marie Toussaint                   | Tête de liste Les Écologistes aux Européennes 2024                        | 1,16 million    | 7,3 %     | [ 42 ] |
| 5  | 23 mai 2024       | Plus ou moins d’Europe ?                                              |         | REC     | Marion Maréchal                   | Tête de liste REC aux Européennes 2024                                    | 1,16 million    | 7,3 %     | [ 42 ] |
| 6  | 30 mai 2024       | L'Europe face aux guerres                                             | -       | -       | François Hollande                 | Ancien Président français                                                 | 1,52 million    | 7,7 %     | [ 43 ] |
| 6  | 30 mai 2024       | L'Europe face aux guerres                                             |         |         |                                   |                                                                           | 795 000         | 4,3 %     | [ 43 ] |
| 7  | 4 juin 2024       | Le grand débat des européennes                                        |         | LFI     | Manon Aubry                       | Tête de liste LFI aux Européennes 2024                                    |                 |           |        |
| 7  | 4 juin 2024       | Le grand débat des européennes                                        |         | RN      | Jordan Bardella                   | Tête de liste RN aux Européennes 2024                                     |                 |           |        |
| 7  | 4 juin 2024       | Le grand débat des européennes                                        |         | LR      | François-Xavier Bellamy           | Tête de liste LR aux Européennes 2024                                     |                 |           |        |
| 7  | 4 juin 2024       | Le grand débat des européennes                                        |         | PCF     | Léon Deffontaines                 | Tête de liste PCF-Gauche Unie aux Européennes 2024                        |                 |           |        |
| 7  | 4 juin 2024       | Le grand débat des européennes                                        |         | PP      | Raphaël Glucksmann                | Tête de liste PS-Place Publique aux Européennes 2024                      |                 |           |        |
| 7  | 4 juin 2024       | Le grand débat des européennes                                        |         | RE      | Valérie Hayer                     | Tête de liste Renaissance aux Européennes 2024                            |                 |           |        |
| 7  | 4 juin 2024       | Le grand débat des européennes                                        |         | REC     | Marion Maréchal                   | Tête de liste REC aux Européennes 2024                                    |                 |           |        |
| 7  | 4 juin 2024       | Le grand débat des européennes                                        |         | ÉCO     | Marie Toussaint                   | Tête de liste Les Écologistes aux Européennes 2024                        |                 |           |        |
| 7  | 4 juin 2024       | Le grand débat des européennes                                        |         | LO      | Nathalie Arthaud                  | Tête de liste Lutte Ouvrière aux Européennes 2024                         |                 |           |        |
| 7  | 4 juin 2024       | Le grand débat des européennes                                        |         | UPR     | François Asselineau               | Tête de liste UPR aux Européennes 2024                                    |                 |           |        |
| 7  | 4 juin 2024       | Le grand débat des européennes                                        |         | ÉAC     | Jean-Marc Governatori             | Tête de liste Écologie au centre aux Européennes 2024                     |                 |           |        |
| 7  | 4 juin 2024       | Le grand débat des européennes                                        |         | PRG     | Guillaume Lacroix                 | Tête de liste Parti radical de gauche aux Européennes 2024                |                 |           |        |
| 7  | 4 juin 2024       | Le grand débat des européennes                                        |         | ND      | Pierre Larrouturou                | Tête de liste Nouvelle Donne aux Européennes 2024                         |                 |           |        |
| 7  | 4 juin 2024       | Le grand débat des européennes                                        |         | RES     | Jean Lassalle                     | Tête de liste Alliance rurale aux Européennes 2024                        |                 |           |        |
| 7  | 4 juin 2024       | Le grand débat des européennes                                        |         | LP      | Florian Philippot                 | Tête de liste Les Patriotes aux Européennes 2024                          |                 |           |        |
| 7  | 4 juin 2024       | Le grand débat des européennes                                        |         | PA      | Hélène Thouy                      | Tête de liste Parti animaliste aux Européennes 2024                       |                 |           |        |